# هيكتور جايتان
هيكتور جايتان (بالإسبانية: Héctor Gaitán)‏ (9 فبراير 1987 - ) هو لاعب كرة قدم أرجنتيني في مركز الدفاع. لعب مع نيولز أولد بويز وأورينتي بيتروليرو وMunicipal Real Mamoré ‏ وClub Sportivo Carapeguá ‏ وJuventud Antoniana ‏ وSport Boys Warnes ‏ وColegio Nacional Iquitos ‏ وناسيونال بوتوسي.

## وصلات خارجية
- هيكتور جايتان على موقع قاعدة بيانات كرة القدم.إي يو (الإنجليزية)